# Elia Bossi
Elia Bossi (ur. 15 sierpnia 1994 w Trieście) – włoski siatkarz, grający na pozycji środkowego.

## Sukcesy klubowe
Superpuchar Włoch:
- 2015[10]

Puchar Włoch:
- 2016[11]

Mistrzostwo Włoch:
- 2016[12]

Puchar CEV:
- 2023[13]

## Sukcesy reprezentacyjne
Mistrzostwa Świata U-23:
- 2015